# Honestiores et humiliores
Les termes honestiores et humiliores désignent les classes des notables romains : les « honorables » (les élites) et les  « humbles » (le bas peuple). Cette distinction devant la justice apparaît progressivement au début de l'Empire, puis se développe au milieu du IIe et au IIIe siècle.

## Historique
Une différenciation dans l'application des peines commence sous les règnes d'Auguste et de Tibère, lorsque seuls les plébéiens sont passibles des travaux forcés. À partir du milieu du IIe siècle apparait avec l'aggravation des peines une inégalité des citoyens romains devant la justice, qui différencie les honestiores et les humiliores. Il faut noter, qu'à ce moment le nombre de citoyens romains a considérablement augmenté par rapport à l'époque de la République, les différents empereurs ayant progressivement accordé la citoyenneté aux habitants de nombreuses provinces romaines.
La classe des honestiores est formée par les sénateurs et leurs familles, les chevaliers et leur famille, les soldats et les vétérans et leurs enfants, ainsi que les hommes exerçant ou ayant exercé des fonctions publiques dans les villes et les cités en dehors de Rome (et leurs descendants).
Tous les autres citoyens appartiennent à la seconde catégorie, les humiliores, et à moins que la richesse ou l'habileté ne les amène à des fonctions publiques, ils restent humiliores.
À la différence des humiliores, les honestiores ne peuvent être soumis à la torture lors de l'interrogatoire par le magistrat. Ils ne sont passibles de peine capitale qu'en cas de parricide ou de crime de lèse-majesté et sont décapités en cas de condamnation à mort. Ils ne peuvent être envoyés aux mines (ad metalla), condamnés aux travaux forcés, jetés aux bêtes sauvages durant les jeux, ou crucifiés. En cas de mauvaise conduite grave, ils reçoivent une punition qui a généralement pour but de les discréditer, tel que le bannissement, la relégation ou la perte de leurs biens.
Tout citoyen passible d'une peine corporelle ou capitale peut demander à être jugé à Rome. Mais la progression du nombre des appels oblige l'empereur à déléguer au Ier siècle la juridiction capitale aux gouverneurs des provinces où stationnent les légions, puis au IIIe siècle à tous les gouverneurs de province. Seuls les honestiores conservent alors le droit d'être jugé à Rome.